# Тосандо
Тосандо Јапански:東山道 ; "источно планински округ" или "источно планински регион" је Јапански географски термин.То значи и древну поделу земље и главни пут који иде кроз њега.То је део Гокишичидо система.Налазила се дуж централне планинске области на северу Хоншуа,Регион Тохоку.
Овај термин се такође односи на низ путева који повезују престонице (Јапански: 国 府 | кокуфу) свих провинција које чине регион.
Регион Тосандо се састојао од следећих осам древних провинција:
- Оми
- Мино
- Хида
- Шинано
- Козуке
- Шимоцуке
- Муцу[6]
- Дева